# Jonas Mekas

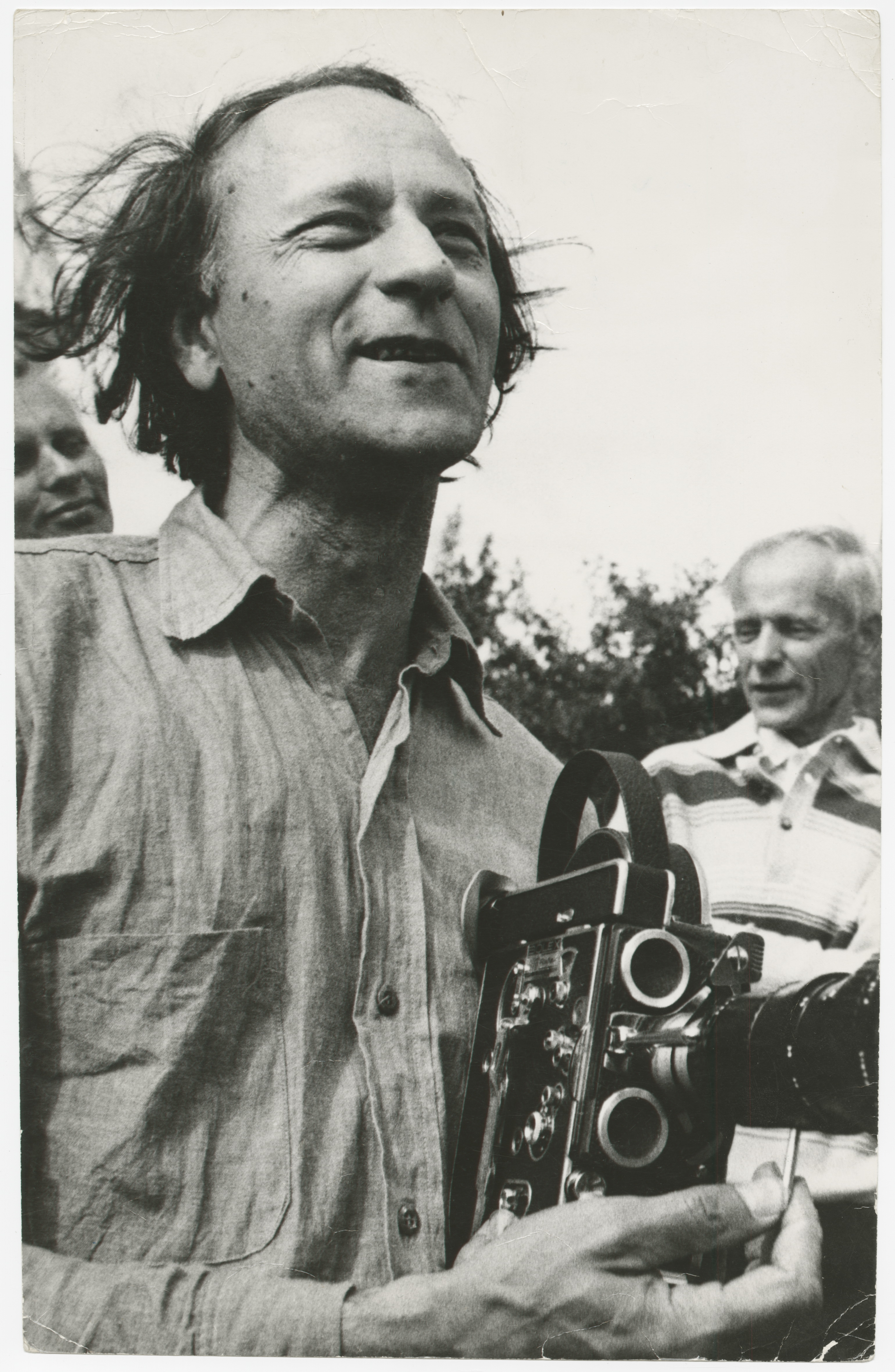
Jonas Mekas 1971.

Jonas Mekas (Biržai, Lituania, 23 de diciembre de 1922-Nueva York, 23 de enero de 2019) fue un cineasta lituano, emigrado en 1949 y uno de los máximos exponentes del cine experimental estadounidense.

## Biografía
Muy joven, antes de la Segunda Guerra Mundial, Mekas abrió un teatro junto con su hermano, Adolfas. Durante su educación secundaria, fue estudiante del colegio  Biržų Saulės gimnazija en Biržai, Lituania. De 1941 a 1942, durante la ocuapción Nazi, Mekas trabajó para el diario Naujosios Biržų žinios, fundado por el partido antisemita y de extrema derecha Frente de Activismo Lituano. Desde 1943 hasta 1944, trabajó para el diario Panevėžio apygardos balsas, dirigido por el Partido Nacionalista Lituano, de orientación fascista.
Una vez comenzada la guerra, ambos fueron internados en un campo de trabajo por los nazis, y allí Jonas aprendió el método teatral de Stanislavsky. Los dos lograron huir a Dinamarca, y luego los dos hermanos emigraron a los Estados Unidos en 1949, y estudiaron con Hans Richter antes de abrir la revista Film Culture en 1955. Mekas siempre se sentirá un desplazado.
Jonas Mekas escribió críticas cinematográficas para Village Voice continuadamente desde 1958. Y es también un conocido poeta en lengua lituana.
Pero sobre todo, fundó la cooperativa The Film Makers (1962) y los archivos Anthology Film Archives (1970).  Durante esa época, Mekas estuvo estrechamente relacionado con la escena del cine experimental y el pop-art, al entrar en contacto con artistas como Andy Warhol, Nico, Allen Ginsberg, Yōko Ono, John Lennon o Salvador Dalí.
A pesar de que sus películas narrativas y documentales están bien consideradas por la crítica, Jonas Mekas es principalmente conocido por sus películas-diario, como Walden (1969), Reminiscences of a Journey to Lithuania (1972), Lost, Lost, Lost (1975), y Zefiro Torna (1992). Muy destacable es su Reminiscencias de un viaje a Lithuania, donde repasa los años de internamiento su llegada a Brooklyn y narra sus impresiones a la vuelta a su país 27 años después de haber sido perseguido de joven ("Durante mi vida no he hecho otra cosa que intentar capturar la intensidad de aquellos momentos")
En 2001, se estrenó una película-diario de 5 horas de duración llamada As I Was Moving Ahead, Occasionally I Saw Brief Glimpses of Beauty (que significa: mientras avanzaba, ocasionalmente vi pequeños destellos de belleza), montado a partir de imágenes de distintas grabaciones acumuladas a lo largo de 50 años de su vida. Peter Sempel rodó a Jonas Mekas en la película Jonas in the Desert (1994).
En 2007, Mekas publicó 365 cortometrajes (publicando uno cada día del año) a través de la red para Apple Computer, pensados para ser reproducidos empleando el iPod.
En 2012, ha habido una retrospectiva en la Serpentine de Londres, y se han visto sus Correspondencias con J. L. Guerín en el Centro Pompidou de París. Además al fin se ha publicado en España (por Intermedio), parte de su filmografía: Jonas Mekas: diarios.

## Filmografía
- Guns of the Trees (1962)
- Film Magazine of the Arts (1963)
- The Brig (1964)
- Award Presentation to Andy Warhol (1964)
- Report from Millbrook (1964-65)
- Hare Krishna (1966)
- Notes on the Circus (1966)
- Cassis (1966)
- The Italian Notebook (1967)
- Time and Fortune Vietnam Newsreel (1968)
- Walden (Diaries, Notes, and Sketches) (1969)
- Reminiscences of a Journey to Lithuania (1971-72)
- Lost, Lost, Lost (1976)
- In Between: 1964–8 (1978)
- Notes for Jerome (1978)
- Paradise Not Yet Lost (also known as Oona's Third Year) (1979)
- Street Songs (1966/1983)
- Cups/Saucers/Dancers/Radio (1965/1983)
- Erik Hawkins: Excerpts from “Here and Now with Watchers”/Lucia Dlugoszewski Performs (1983)
- He Stands in a Desert Counting the Seconds of His Life (1969/1985)
- Scenes from the Life of Andy Warhol (1990)
- Mob of Angels/The Baptism (1991)
- Dr. Carl G. Jung or Lapis Philosophorum (1991)
- Quartet Number One (1991)
- Mob of Angels at St. Ann (1992)
- Zefiro Torna or Scenes from the Life of George Maciunas (1992)
- The Education of Sebastian or Egypt Regained (1992)
- He Travels. In Search of... (1994)
- Imperfect 3-Image Films (1995)
- On My Way to Fujiyama I Met… (1995)
- Happy Birthday to John (1996)
- Memories of Frankenstein (1996)
- Birth of a Nation (1997)
- Scenes from Allen's Last Three Days on Earth as a Spirit (1997)
- Letter from Nowhere – Laiskas is Niekur N.1 (1997)
- Symphony of Joy (1997)
- Song of Avignon (1998)
- Laboratorium (1999)
- Autobiography of a Man Who Carried his Memory in his Eyes (2000)
- This Side of Paradise (1999)
- Notes on Andy's Factory (1999)
- Mysteries (1966-2001)
- As I Was Moving Ahead Occasionally I Saw Brief Glimpses of Beauty (2000)
- Remedy for Melancholy (2000)
- Ein Maerchen (2001)
- Williamsburg, Brooklyn (1950-2003)
- Mozart & Wein and Elvis (2000)
- Travel Songs (1967-1981) n
- Dedication to Leger (2003)
- Notes on Utopia (2003) 30 min,
- Letter from Greenpoint (2004)
- Lithunia and the Collapse of the USSR (2008)
- "Sleepless Nights Stories" (2011)
- "My Mars Bar Movie" (2011)